# Autoba aplecta
Autoba aplecta är en fjärilsart som beskrevs av Turner 1909. Autoba aplecta ingår i släktet Autoba och familjen nattflyn. Inga underarter finns listade i Catalogue of Life.